# Aphotaenius convexus
Aphotaenius convexus är en skalbaggsart som beskrevs av Edgar von Harold 1880. Aphotaenius convexus ingår i släktet Aphotaenius och familjen Aphodiidae. Inga underarter finns listade i Catalogue of Life.